# Laia Serra Perelló
Laia Serra i Perelló (Barcelona, 1977) és una advocada penalista, docent, formadora i activista catalana.
Com a advocada penalista, es dedica a la defensa dels drets humans, del dret a la protesta, de la llibertat d'expressió i de les interseccionalitats. En particular, ha participat en iniciatives i casos judicials en favor del dret a l'habitatge i contra l'assetjament immobiliari, el dret a la informació ambiental, la prevenció del maltractament i la tortura, el dret a la protesta i el model d'ordre públic policial, les violències de gènere, la llibertat d'expressió i informació, els drets tecnològics i els drets LGTBI.

## Activitat jurídica
Com a advocada ha participat en diversos casos de litigi estratègic com en un dels casos que portà a la instal·lació de càmeres a les comissaries dels Mossos d'Esquadra i, especialment, el cas Ester Quintana, que va portar en últim terme la prohibició de la utilització de pilotes de goma per part dels cossos policials a Catalunya. Ha participat en els casos Aturem el Parlament, en defensa dels acusats del delicte contra institucions de l'Estat, la Puntada de peu a la Diagonal, sobre violència envers les dones en via pública, o el Pilla pilla, sobre maltractament a homes gais, i la filtració de les dades de la víctima en el Cas de la Manada. També ha participat en diverses causes contra la violència policial en el Referèndum de l'1 octubre 2017.
Com a jurista activista, forma part de Dones Juristes, de la que és responsable de la Comissió de Violència i Igualtat des del 2020, i de la Comissió de defensa del lliure exercici del Col·legi de l'Advocacia de Barcelona. Col·labora amb l'Observatori contra l'Homofòbia, Ca la Dona i International Trial Watch, que va organitzar l'observació internacional del Judici del Procés.

## Activisme polític
Ha participat en la proposta de redacció de la llei LGTBI estatal i en el reglament de desenvolupament del règim sancionador de la llei LGTBI catalana 11/2014. Ha participat igualment en diverses comissions d'investigació del Parlament de Catalunya, entre elles les relatives al model d'ordre públic i material antidisturbis, la de la introducció de pistoles Tàser en cossos policials o la de l'aïllament penitenciari.
Ha col·laborat igualment en les campanyes pel dret a la informació ambiental (per a la publicació de plantacions de blat de moro transgènic), per a la Reproducció Assistida de totes les dones (accés a la reproducció assistida de dones sense parella masculina), i amb la Plataforma Transforma la Salut (per un nou model de salut per les persones trans*).
És autora de la investigació Las violencias de género en línea i també de la recerca Discurs d'incitació a l'odi: anàlisi des dels drets humans i pautes interpretatives. Col·labora en diversos mitjans de comunicació com TV3, el diari ARA, ElDiario.es, Catalunya Ràdio, Torture Journal o Pikara Magazine.